# ヴラディスラフ・ガルキン
ヴラディスラフ・ガルキン（Vladislav Galkine、ロシア語: Галкин, Владислав Борисович、1971年12月25日 - 2010年2月25日）は、ロシアの俳優。レニングラード州サンクトペテルブルク出身。
1998年に俳優としてデビュー。2001年にニケ賞を受賞、2009年に功労芸術家に選ばれている。2010年2月25日、モスクワにて38歳で亡くなっている。

## 主な出演作品
- ロシア特殊部隊 スペツナズ Спецназ (2003)